# 維塔庫拉
33°23′0″S 70°34′30″W / 33.38333°S 70.57500°W

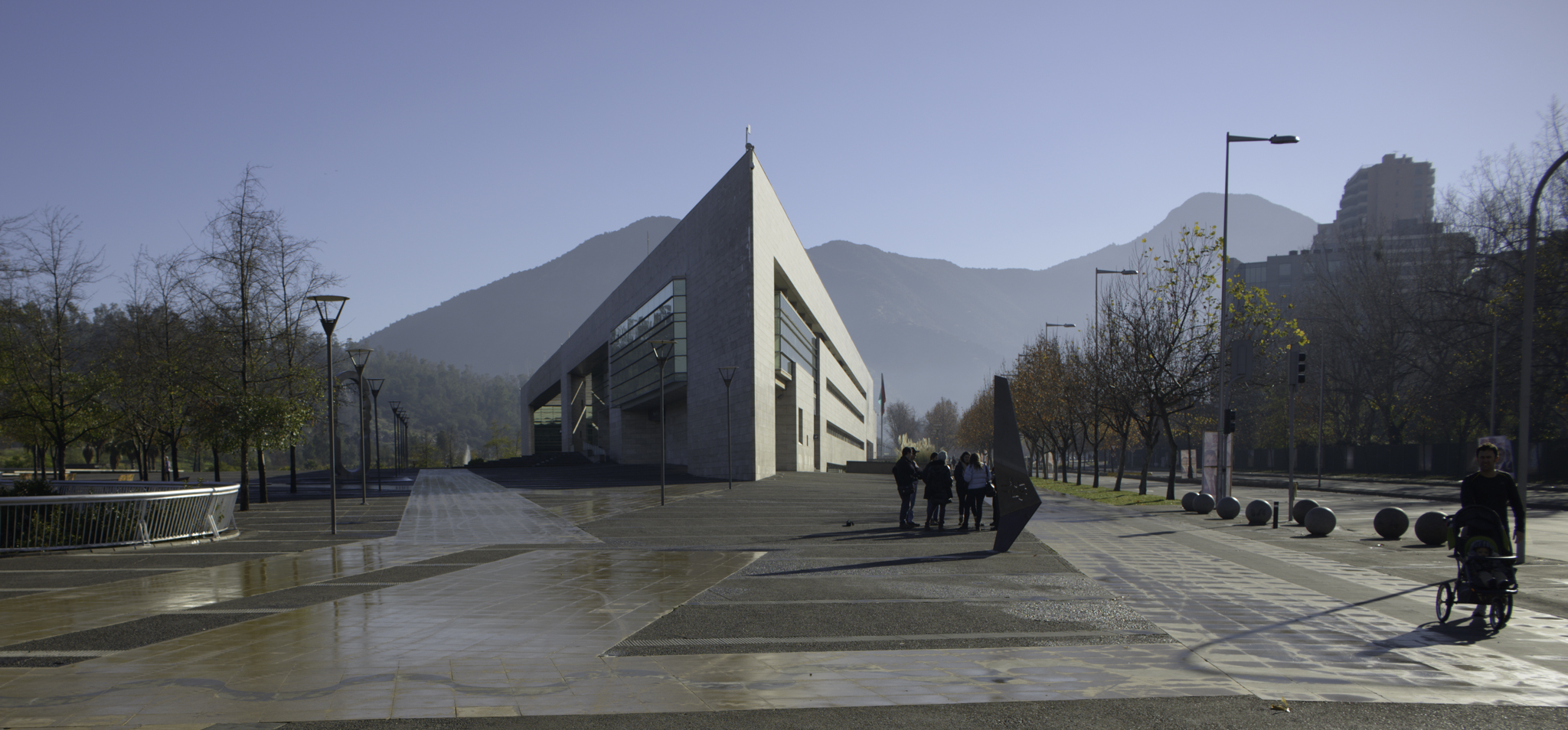

維塔庫拉（西班牙語：Vitacura），是智利的城鎮，位於該國中部聖地亞哥首都大區的聖地亞哥省，始建於1981年3月9日，面積28.3平方公里，2002年人口81,499人，人口密度每平方公里2,900人。